# Die Affäre Roedern
Die Affäre Roedern ist ein deutscher Historien-Spielfilm mit NS-propagandistischen Elementen aus dem Jahre 1944. Unter der Regie von Erich Waschneck spielte Paul Hartmann die Hauptrolle des Festungsbaumeisters Dietrich von Roedern.

## Handlung
Preußen, zur Zeit Friedrichs des Großen. In seinen Diensten steht Generalmajor Dietrich Edler von Roedern, ein anerkannter Festungsbaumeister, der seine Arbeit mit fanatischem Eifer und Ernst nachgeht. Nach Frauen wie nach Feierlichkeiten steht ihm nicht der Sinn. Zwar ist er mit Elisabeth verheiratet, einer Frau, die sich aufgrund seines Wesens allmählich von ihm entfremdet hat, doch diese Ehe besteht eigentlich nur noch auf dem Papier. Als ihn Friedrich II. zu einer Soiree lädt, lernt Roedern die Sängerin Maria Raven kennen. Beide fühlen sich von Anbeginn einander verbunden, ein schicksalhaftes, unsichtbares Band, was die beiden so grundverschiedenen Menschen aneinanderzuketten scheint. Erstmals erlebt Dietrich von Roedern so etwas wie leidenschaftliche Liebe.
Nach seiner Erstellung eines als herausragend angesehenen Befestigungsplans des schlesischen Schweidnitz bewilligt ihm seine Majestät als Zeichen höchster Anerkennung Urlaub, den Roedern natürlich mit Maria verbringen möchte. Es werden Tage innigen Glücks, die ihn dazu verleiten, von Gattin Elisabeth brieflich die Scheidung zu erbitten. Als der König Roedern zurückberuft, damit er mit dem Festungsausbau in Schweidnitz beginnt, lässt er Maria am Urlaubsort zurück und geht in der schlesischen Kleinstadt wieder ganz allein in seiner eigentlichen Berufung auf, die für ihn weit mehr als nur Beruf ist. Maria ist derweil nach Berlin zurückgekehrt, wo Elisabeth aus Gründen der Formwahrung unter keinen Umständen bereit ist, der Scheidung zuzustimmen, zumal sie Frau Generalmajor bleiben möchte.
Auch Roedern ist nach Berlin zurückgekehrt. In der österreichischen Gesandtschaft des Grafen Wengen, wo er hofft auf den General Krusemarck zu treffen, um ihm seine Festungspläne darzulegen, stößt er stattdessen auf einen gewissen Marquis d'Orion. Der blasierte Franzose hat nichts besseres zu tun, als zu tratschen und böse Gerüchte in die Welt zu setzen. Eines dieser Gerüchte betrifft Maria und Roedern. Als dieser die Ehre der Sängerin angegriffen fühlt, stellt er den Spötter und ohrfeigt diesen. In der Aufregung ist Roedern entgangen, dass ihm der Festungsbauplan aus der Dokumentenrolle gerutscht ist. Als er seine Pläne wieder aufklaubt, bemerkt Roedern nicht, dass ein entscheidender Planbestandteil verschwunden ist. D'Orion findet das Dokument und überlegt, wie er sich aufgrund der Tätlichkeit an Roedern rächen kann. Da Österreich und Preußen zu dieser Zeit (18. Jahrhundert) regelmäßig im politischen wie militärischen Widerstreit stehen, spielt er den Plan Graf Wengen, dem österreichischen Botschafter am preußischen Hof, in die Hände. Obwohl Wengen Roedern durchaus schätzt, gibt er diese wichtige Information – Pflicht ist Pflicht – nach Wien weiter.
Der Marquis wiederum lässt es sich nicht nehmen, und denunziert den Festungsbaumeister höchstpersönlich beim preußischen König. Der österreichische Kurier, der mit dem Festungsplan im Galopp auf Wien zusteuert, kann im letzten Moment abgefangen werden. Roedern ahnt nicht, was sich über ihm zusammenbraut, er verlebt gerade eine Liebesnacht mit seiner Maria. Kurz nachdem er von ihr geht, wird er verhaftet, aller Ämter enthoben und wegen Landesverrats infolge bodenloser Dummheit und Unachtsamkeit zu lebenslänglichem Kerker in der Zitadelle Schweidnitz verurteilt. Wengen ist erschüttert, wohin sein Pflichtgefühl den geschätzten Freund gebracht hat, und lässt sich als Gesandter ablösen. Zuvor kann er, der den Marquis d‘Orion in einem Duell getötet hat, den preußischen König davon überzeugen, Roedern selbst in seinem Kerker an Verteidigungsplänen weiterarbeiten zu lassen. Elisabeth von Roedern willigt angesichts der dramatischen Entwicklungen nun doch einer Scheidung zu und lässt ihren Gatten wie eine heiße Kartoffel fallen. Nur Maria hält noch zu Roedern. Sie kann beim König erreichen, dass auch sie nach Schweidnitz darf. In der Stunde seiner größten Not will sie sein karges Leben hinter Gittern mit ihm teilen. Doch Roedern lehnt diese Opferbereitschaft vehement ab. Daraufhin versucht seine Geliebte in Wien ihr Glück, um dort Entlastung für den ehemaligen Baumeister zu erlangen. Da kommt es zu einem erneuten Waffengang zwischen Österreich und Preußen. Der Siebenjährige Krieg (1756 bis 1763) hat begonnen.
Schweidnitz wird von den Österreichern eingenommen, und Wengen lässt Friedrichs nobelsten Gefangenen nach Wien bringen. Maria ist in der Zwischenzeit schwer erkrankt, und ihr Tod ist nah. Ein letztes Mal bäumt sie sich auf und findet zum Leben zurück, als sie von Wengen von der anstehenden Ankunft ihres Dietrichs erfährt. Roedern besucht Maria am Sterbebett, doch sie lebt nicht mehr: Ihr schwaches Herz hatte kurz zuvor zu schlagen aufgehört. Nun hält Roedern hier nichts mehr. Er kann sich nach Preußen durchschlagen, und dank seines ausgezeichneten Festungsplanes, seiner Erfahrung und Tapferkeit wird Schweidnitz für Preußen zurückgewonnen. Bei diesem Endkampf wird Dietrich von Roedern schwer verletzt und stirbt den so genannten „Heldentod“. Auf dem Sterbebett wird ihm der einst verliehene und im Zuge der „Affäre Roedern“ wieder aberkannte Orden vom Schwarzen Adler zurückgegeben und damit seine Ehre wiederhergestellt.

## Produktionsnotizen
Die Affäre Roedern entstand, mit Außenaufnahmen in Potsdam und Studioaufnahmen im Babelsberger Althoff-Atelier, ab dem 12. Juli 1943. Die Dreharbeiten endeten im Oktober desselben Jahres. Die Uraufführung dieses Propagandafilms fand am 14. Juli 1944 in Breslau und in Braunschweig statt. Die Berliner Erstaufführung war am 7. September 1944, am selben Tag lief Die Affäre Roedern auch in Potsdam an.
Christoph Mülleneisen und Franz Tapper übernahmen auch die Produktionsleitung. Die Filmbauten stammen von Alfred Bütow und Heinrich Beisenherz. Carl Erich Kroschke sorgte für den Ton.
Als einziges Lied wurde „Heute Nacht vor meinem Fenster sangen die Nachtigallen…“ vorgetragen. Der Sänger in der Oper als Theseus ist Gerhard Hüsch, die Sopranistin Tiana Lemnitz, eine gebürtige Lothringerin, war ebenfalls zu hören: Sie intonierte die Gesangspartien der Schauspielerin Annelies Reinhold, die hier die Sängerin Maria Raven verkörperte. Filmveteran Hugo Werner-Kahle gab im Film seine Abschiedsvorstellung vor der Kamera.
Die Herstellungskosten beliefen sich auf 1.873.000 Millionen RM. Damit war Die Affäre Roedern ein verhältnismäßig teurer Film.

## Auszeichnungen und Nachwirkung
Der Film erhielt 1944 folgende Auszeichnungen vom nazistischen Staat:
- „Staatspolitisch wertvoll“
- „Jugendwert“

Außerdem, so berichtete ein Branchenblatt, wurde dem Spielfilm eine für die Zeit ganz besondere „Ehrung“ zuteil. In der Publikation hieß es:

„Um das Programm der deutschen Filmtheater dem Ernst und der Größe unserer Zeit anzupassen, sind die Vertriebsfirmen angewiesen worden, den Filmtheatern ab sofort Reprisenfilme Soldaten und nationalen Inhalts anzubieten. Es handelt sich um folgende Filme: … Die Affäre Roedern …“

Der Film spielte bis Februar 1945 2.608.000 RM ein, damit gilt Waschnecks Inszenierung als moderater Kassenerfolg.
1945 wurde der Film von der alliierten Militärzensur mit Aufführungsverbot belegt. 1980 und 1997 wurde der Film von der FSK geprüft und ab sechs Jahren freigegeben.

## Kritiken
„Im Spielfilm „Die Affäre Roedern“ … verkörperte Paul Hartmann die mit allen preußisch-soldatischen Tugenden versehene Gestalt des Filmhelden. (…) Die Frauen die zu dieser Zeit im Reich den Hauptteil der Kinobesucher stellten, lag das betont militärische Thema nicht, die Jugend war dagegen unter den Zuschauern stark vertreten. Für die Österreicher war der Film „zu preußisch“, aber auch in Hamburg wurde er … nicht entsprechend aufgenommen.“

„Ein glattes, historisch ungenaues Melodram, das im Kriegsjahr 1944 zur Pflichterfüllung mahnte und als "staatspolitisch wertvoll" und "jugendwert" ausgezeichnet wurde.“

„Die monolithischen Gestalten in Der gebieterische Ruf (Gustav Ucicky, D 1944), Die Affäre Roedern (Erich Waschneck, D 1944) oder Das Herz muß schweigen (Gustav Ucicky, D 1944) sind der berühmten höheren Sache verpflichtet, die alle Bedürfnisse nach Liebesglück überragt. Der Chirurg, der Festungsbaumeister und der Röntgenarzt füllen ihre elitären Positionen mit den behaupteten ethischen Ingredienzien nationalsozialistischen Führertums idealiter aus. Hier gewinnen Opferpathos und Todesverklärung wieder an Boden. (…) Die Frauen passen sich im Wesentlichen dem männlichen Lebensentwurf an oder werden in diesen integriert.“